# Caius Rubellius Blandus
Caius Rubellius Blandus est un sénateur et un homme politique de l'Empire romain, consul suffect en 18.

## Biographie
Son père, Caius Rubellius Blandus, est proconsul de Crète et Cyrénaique, quant à sa mère, elle est probablement la fille de Lucius Sergius Plautus. 
Son cursus honorum est documenté par une inscription d'Afrique du Nord,,. Blandus commence sa carrière comme questeur, puis occupe deux fonctions des magistratures républicaines traditionnelles, tribun de la plèbe et préteur. Deux ans après, il devient consul suffect, d'août à décembre 18 avec pour collègue Marcus Vipstanus Gallus. 
Les sources sont en désaccord à propos de son admission au collège des pontifes, avant ou après son consulat ; une inscription le liste avant, pendant que deux listes le placent après. Hoffman note que Blandus reçoit probablement la prêtrise en retard à cause de sa basse naissance. Malgré ses liens familiaux, Blandus achève ce qui est le meilleur succès d'une carrière sénatoriale, le proconsulat d'Afrique en 35/36. À son retour à Rome, Blandus a été sélectionné comme l'un des quatre membres d'une commission chargée d'évaluer les dommages qu'un incendie avait causé plus tôt cette année-là.

## Famille
Il est le petit-fils du rhéteur Rubellius Blandus.
En 33, il épouse Julia Drusa, une princesse de la maison impériale, fille de Drusus et de Livilla, dont trois fils : Rubellius Plautus, Rubellius Drusus décédé à l'âge de 3 ans et Rubellius Blandus, contemporain de Juvénal, qui se targue d'une ascendance julio-claudienne.